# Нікара I
Нікара I — фараон Стародавнього Єгипту з VIII династії.

## Життєпис
Фараон відомий тільки з Абідоського списку. Ані його гробниця, ані пам'ятники, що збереглися від його правління не відомі. Навряд чи його правління перевищувало кілька років.